# Rombauer Richárd
Rombauer Richárd (angolul: Richard Gottfried Rombauer; Selesztó, magyarul: Szélestó,  Bereg vármegye, ma Selesztovo, Ukrajna, 1831. – Vízakna, 1849. február 4.) magyar honvéd, elesett a vízaknai ütközetben.

## Élete a szabadságharc idején
Apjával, Rombauer Tivadarral, s kér férfitestvérével, Rombauer Gyula Róbert és Rombauer E. Roderick nevűekkel vett részt a magyar szabadságharcban. Az 1848-49-es téli hadjáratban, Bem József vezetése alatt a vízaknai ütközetben (Szeben vármegye) a magyar honvédek súlyos veszteségeket szenvedtek a császári túlerővel szemben. Bem is megsérült, s számos honvéd életét vesztette, a hősi halált halt honvédek egyike Rombauer Richárd. Feltehetően a csatamezőn, vagy annak közelében temették el, máig ismeretlen helyen. A világosi fegyverletétel után a Rombauer család megmaradt tagjai Amerikába emigráltak. Az amerikai Kossuth-emigráció családjai közül egyik legjelesebb a Rombauer család, az amerikai magyar emigránsokról szóló irodalomban (Kende Géza, Vasváry Ödön, Vida István Kornél) a Rombauer családdal összefüggésben mindig megemlékeznek Rombauer Richárdról is, aki a magyar szabadságért áldozta életét.